# Elecciones municipales de Chile de 1950
En las elecciones municipales de Chile de 1950, realizadas el 2 de abril, los partidos Radical y Liberal obtuvieron los mayores triunfos, sumando más del 40 % del total de los votos válidos. El Partido Comunista se encontraba ilegalizado, por lo que sus votos se dispersaron entre los distintos partidos de izquierda, especialmente el Partido Socialista Popular. La Falange Nacional continuó su paulatino ascenso electoral.
El plazo para inscribir candidaturas a regidores ante los Conservadores de Bienes Raíces de los respectivos departamentos venció a las 24:00 del 23 de marzo de 1950.

## Resultados
| Partido                                   | Sigla                        | Votos   | %?     | Cand.? | Reg.? | %? | ± %? |
| ----------------------------------------- | ---------------------------- | ------- | ------ | ------ | ----- | -- | ---- |
| Partido Radical                           | PR                           | 146 840 | 23,90% | 883    | 422   |    |      |
| Partido Liberal                           | PL                           | 102 178 | 16,61% | 609    | 335   |    |      |
| Partido Conservador Social Cristiano      | PCSC                         | 84 382  | 13,72% | 480    | 197   |    |      |
| Partido Conservador Tradicionalista       | PCT                          | 75 802  | 12,33% | 414    | 226   |    |      |
| Partido Agrario Laborista                 | PAL                          | 57 816  | 9,40%  | 310    | 121   |    |      |
| Partido Socialista Popular                | PSP                          | 40 132  | 6,53%  | 256    | 71    |    |      |
| Partido Democrático                       | PDo                          | 29 035  | 4,72%  | 197    | 49    |    |      |
| Falange Nacional                          | FN                           | 29 010  | 4,72%  | 211    | 55    |    |      |
| Partido Socialista                        | PS                           | 21 602  | 3,51%  | 148    | 31    |    |      |
| Independientes                            | Ind                          | 14 421  | 2,34%  | 111    | 26    |    |      |
| Partido Democrático del Pueblo            | PDP                          | 9978    | 1,62%  | 75     | 12    |    |      |
| Partido Liberal Progresista               | PLP                          | 3706    | 0,60%  | 33     | 7     |    |      |
| Votos válidamente emitidos                | Votos válidamente emitidos   | 614 902 | 98,46% |        |       |    |      |
| Votos en blanco y nulos                   | Votos en blanco y nulos      | 4822    | 0,77%  |        |       |    |      |
| Votos anulados por el Tricel              | Votos anulados por el Tricel | 4764    | 0,76%  |        |       |    |      |
| Total de sufragios emitidos               | Total de sufragios emitidos  | 624 488 | 100 %  |        |       |    |      |
| Fuente: Dirección del Registro Electoral. |                              |         |        |        |       |    |      |

En la madrugada del 3 de abril el Ministerio del Interior dio a conocer los resultados parciales de las elecciones en 127 de los 275 municipios del país: los radicales obtienen 187 regidores y son los que obtienen mayoría en estas elecciones. Luego le siguen los liberales con 103 escaños, los conservadores socialcristianos con 102 puestos, 87 a los conservadores tradicionalistas, 52 a los agrario laboristas, 40 a los socialistas populares, 29 a los demócratas, 24 a los falangistas, 15 a los socialistas, 5 a los radicales doctrinarios, 3 a los liberales progresistas y 2 a los democráticos del pueblo.
El Tribunal Calificador de Elecciones declaró nulos 4764 votos en cuatro comunas debido a las reclamaciones realizadas de que en algunas listas se presentaban candidatos que eran militantes del proscrito Partido Comunista (debido a la Ley de Defensa de la Democracia). Las invalidaciones se detallan de la siguiente forma:
| Lista y partido                                      | Comuna                  | Votos |
| ---------------------------------------------------- | ----------------------- | ----- |
| Lista N° 17 del Partido Conservador Social Cristiano | Quinta Normal           | 2524  |
| Lista N° 61 del Partido Radical                      | Renca                   | 622   |
| Lista N° 13 del Partido Radical                      | Coronel                 | 922   |
| Lista N° 5 del Partido Democrático del Pueblo        | Lota                    | 696   |
| Total de votos anulados                              | Total de votos anulados | 4764  |
| Fuente: Dirección del Registro Electoral.            |                         |       |

Por otra parte, el Partido Radical Doctrinario, que aún no tenía existencia legal al momento de la elección, presentó candidatos a regidores a través de las listas de otros partidos, y de acuerdo a la mesa directiva del partido, se habrían presentado 23 candidatos, de los cuales 13 habrían sido elegidos como regidores. Los votos de estos candidatos se repartieron de la siguiente forma:
| Listas                                    | Votos |
| ----------------------------------------- | ----- |
| Listas del Partido Socialista Popular     | 1307  |
| Listas del Partido Democrático del Pueblo | 720   |
| Candidaturas independientes               | 2423  |
| Total de votos                            | 4510  |
| Fuente: Dirección del Registro Electoral. |       |

## Alcaldías 1950-1953

### Lista de alcaldes electos
Listado de alcaldes elegidos en las principales ciudades del país.
| Municipio | Municipio    | Alcalde electo                                                   |
| --------- | ------------ | ---------------------------------------------------------------- |
|           | Arica        | Edmundo Flores Rivera Partido Radical                            |
|           | Iquique      | Pedro Muga González Falange Nacional                             |
|           | Calama       | Guillermo Flores Cortés Partido Radical                          |
|           | Antofagasta  | Raúl Smith Sánchez Partido Socialista                            |
|           | Copiapó      | Orlando Poblete González Partido Radical                         |
|           | La Serena    | Ernesto Aguirre Valín Partido Radical                            |
|           | Coquimbo     | César Nieme Apey Partido Radical                                 |
|           | Providencia  | María Rodríguez Ramírez Partido Radical                          |
|           | Rancagua     | Eduardo Melero Partido Conservador Tradicionalista               |
|           | Concepción   | Leocadio Cifuentes Saravia Partido Democrático                   |
|           | Valdivia     | Nicanor Allende Urrutia Partido Liberal                          |
|           | Puerto Montt | Ramón Yuraszeck Doggenweiler Partido Conservador Tradicionalista |
|           | Coyhaique    | Santiago Vera Cartes Partido Socialista                          |
|           | Punta Arenas | Felicia Barría Vera Partido Radical                              |

### Listado de alcaldes designados
De acuerdo al Art. 68 del Decreto Supremo N.º 1.472 del 24 de julio de 1941: "en las municipalidades de Santiago, Valparaíso y Viña del Mar, los alcaldes serán nombrados por el Presidente de la República y durarán en sus funciones igual período de tiempo que corresponde a la municipalidad".
| Municipio | Municipio    | Alcalde designado                                             |
| --------- | ------------ | ------------------------------------------------------------- |
|           | Viña del Mar | Emilio Court Señoret Partido Radical                          |
|           | Valparaíso   | Leonidas Leyton Leyton Partido Democrático                    |
|           | Santiago     | José Domínguez Echenique Partido Conservador Social Cristiano |